# Comuna Bălășești, Sîngerei
Comuna Bălășești este o comună din raionul Sîngerei, Republica Moldova. Este formată din satele Bălășești (sat-reședință) și Sloveanca.

## Demografie
La recensământul din 2004 erau 2.445 de locuitori.
Conform datelor recensământului din 2014, comuna Bălășești avea o populație de 2.318 locuitori, dintre care 2.306 (99,48%) erau moldoveni/români, existând în minoritate și ucraineni și ruși. 50,56% din populația comunei erau bărbați, 49,44% femei. Limba vorbită de obicei:
- limba română - 2.291 (98,84%)
- limba rusă - 2 (0,09%)
- nedeclarat - 25 (1,08%)

## Administrație și politică
Componența Consiliului local Bălășești (11 consilieri), ales la 5 noiembrie 2023, este următoarea:
|  | Partid                                       | Consilieri | Componență | Componență | Componență | Componență | Componență | Componență |
|  | -------------------------------------------- | ---------- | ---------- | ---------- | ---------- | ---------- | ---------- | ---------- |
|  | Partidul Acțiune și Solidaritate             | 6          |            |            |            |            |            |            |
|  | Partidul Liberal Democrat din Moldova        | 4          |            |            |            |            |            |            |
|  | Partidul Socialiștilor din Republica Moldova | 0          |            |            |            |            |            |            |
|  | Coaliția pentru Unitate și Bunăstare         | 1          |            |            |            |            |            |            |